# Gatzara petrophila
Gatzara petrophila is een insect uit de familie van de mierenleeuwen (Myrmeleontidae), die tot de orde netvleugeligen (Neuroptera) behoort. 
Gatzara petrophila is voor het eerst wetenschappelijk beschreven door Miller & Stange in Miller et al. in 1999.